# Hartsinck

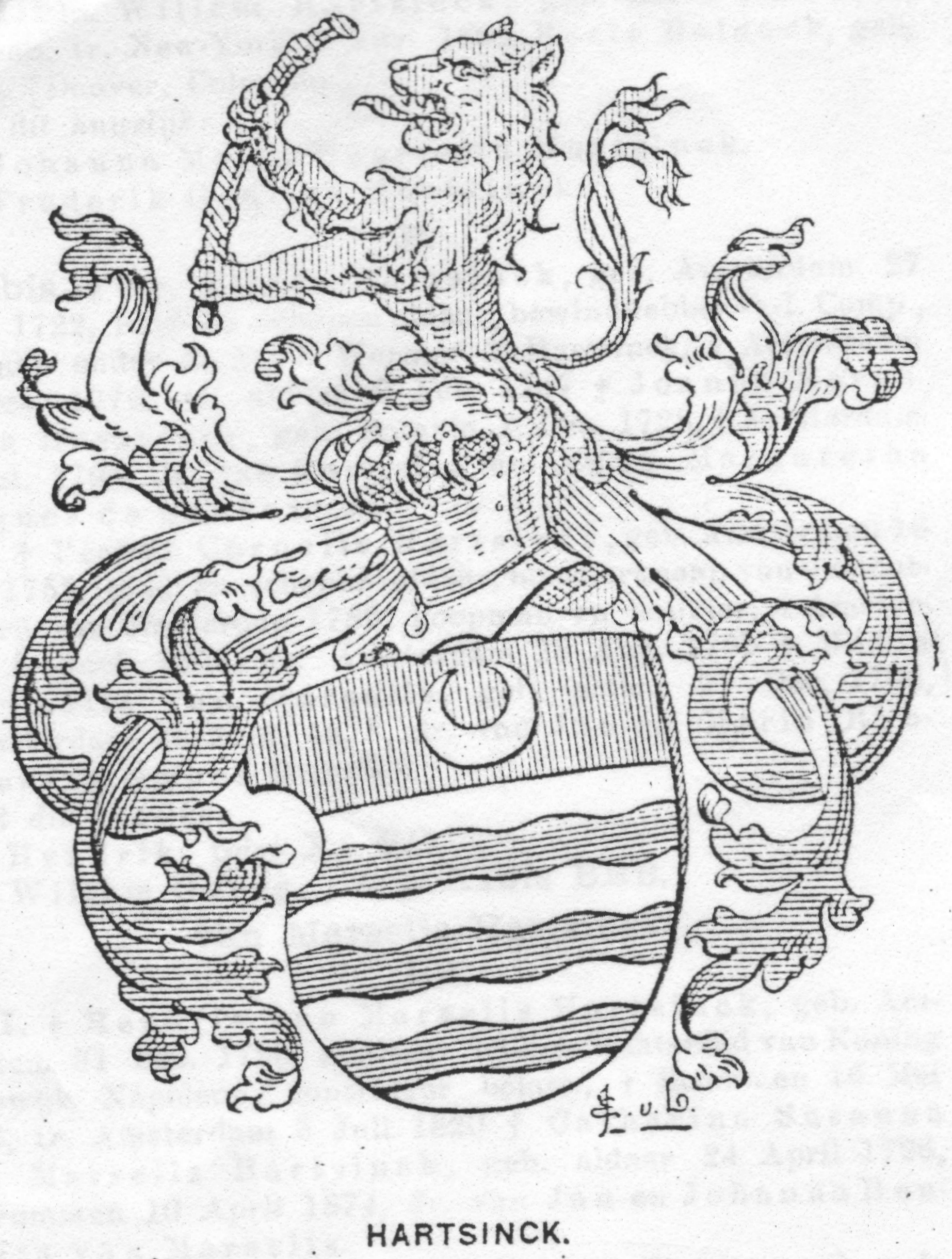
Familiewapen Hartsinck

Hartsinck is een Nederlands geslacht dat tezamen met de tak Van Marselis Hartsinck in 1911 is opgenomen in het Nederland's Patriciaat.

## Geschiedenis

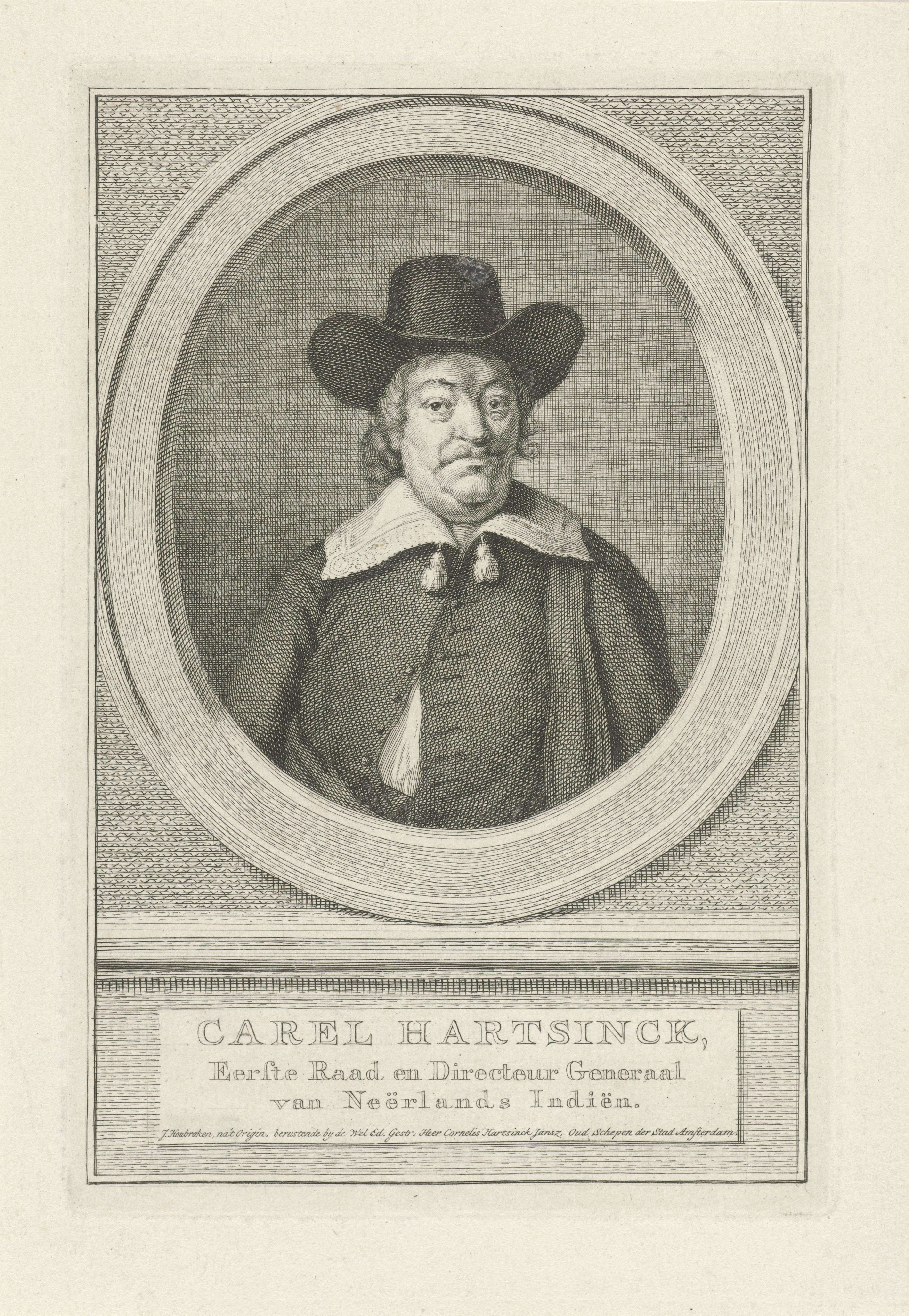
Carel Hartsinck, door J. Houbraken.

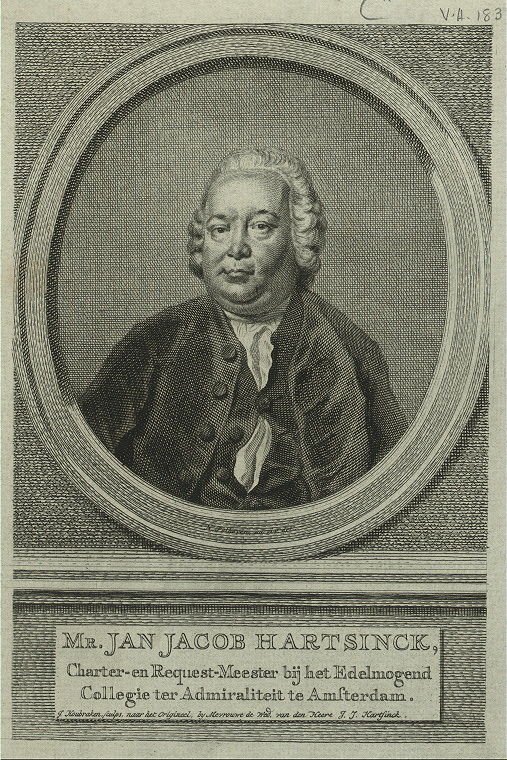
Mr. Jan Jacob Hartsinck, door J. Houbraken.

Het geslacht Hartsinck komt reeds in het begin van de 14e eeuw voor in Antwerpen, waar Pieter (geboren 1380) burgemeester was en Carel Hartsinck (overleden 1611, Meurs) de functie van schepen bekleedde. Ten gevolge van de reformatie vestigde de hoofdtak van de familie zich in Meurs, aangezien daar vrijheid van godsdienst heerste.
Vanuit Meurs verspreidden leden van het geslacht zich naar de Noordelijke Nederlanden en kregen daar spoedig zitting in de hogere colleges van bestuur. Zo werden leden schepenen van Amsterdam, bankiers en bewindhebbers der Oost-Indische Compagnie en West-Indische Handelssociëteiten. Het grootste deel zetelde zich in Amsterdam, en stond zo bekend als een klassieke Amsterdamse regentenfamilie.

### Van Marselis Hartsinck

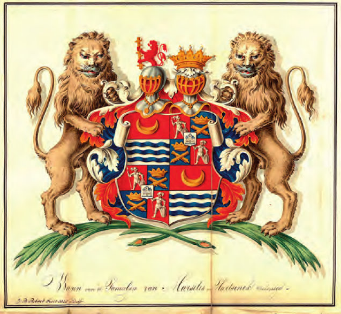
Familiewapen Van Marselis Hartsinck

De familie Marcelis en later van Marselis was bekend om het opzetten van diverse handelshuizen. Zo zette Gabriel Marselis (Hamburg, maart 1609 - Hamburg, 15 april 1637) een handelshuis op, en handelde hij voornamelijk in wapentuig. In "De 250 rijksten van de Gouden Eeuw" staat Gabriel op de 29e plaats met een geschat kapitaal van 750.000 gulden. Hij is beroemd geworden in Denemarken voor het sturen van schepen met graan tijdens een grote hongersnood. Ook financierde de familie de oorlogen van de Deense koning, Christiaan IV, die hen beloonde met landgoederen en adellijke titels. Marselis' vader stichtte een belangrijke handelshuis en diens zoons creëerden een veelzijdige onderneming met diverse centra zoals Amsterdam, Hamburg en Moskou en met verbindingen naar verschillende koninklijke families, met inbegrip van de Russische en de Deens-Noorse. Deze activiteit werd voortgezet en uitgebreid door zijn zonen en schoonzonen. Het Marselis handelshuis werd een van Noord-Europa's grootste commerciële en financiële families. Hun positie wordt later vergeleken met de familie Rothschild.
Omstreeks 1800 bezat de familie Van Marselis de heerlijkheid Zandvoort. Tragisch overlijden de laatste twee Van Marselissen, Johanna Henriette Vrouwe van Zandvoort en Maria Petronelle Vrouwe van Zandvoort in 1818. Jan Hartsinck, Heer van Zandvoort, vraagt voor zijn overlijden de vereniging der namen aan, wat gehonoreerd werd bij koninklijk besluit in 1821.

## VOC, WIC en de marine
De familie Hartsinck was voornamelijk actief in activiteiten van de Vereenigde Oost-Indische Compagnie (VOC), en later ook de West-Indische Compagnie (WIC). Zo was Carel Hartsinck (1611, Meurs - 24 september 1667, Batavia) als VOC-koopman de eerste die contact legde met de koning van Tonkin in 1637. Hij slaagde erin een contract te sluiten met koning Lectoea Toeang. Hartsinck besloot, ondanks argwaan en negatieve gevoelens over het handelsklimaat in Tonkin, de koning met respect te behandelen. Hartsinck betoogde dat de VOC geen gebiedsuitbreiding wilde, maar slechts geïnteresseerd was in handel. De koning was hier dermate van onder de indruk dat hij Hartsinck inlijfde als zoon, de koningsvlag liet voeren, en hem liet kleden in mandarijnsgewaden. De Hartsincks speelden een prominente rol binnen de compagnie, leden waren Eerste Raad, Directeurs en Directeur Generaals te Indië.
Na deze opstap duurde het niet lang voordat de familie strategisch zitting nam in de voornaamste posities in maritieme en bestuurlijke sector (marine, VOC en WIC). Volgens de Leidse historicus J.R. Bruijn was er in technisch-wetenschappelijk opzicht sprake van een ‘intellectuele elite’ van marineofficieren in de tweede helft van de achttiende eeuw. Een aantal van deze mannen verbond zich op een of andere manier aan (of was al lid van) ‘deftige’ families. Zo ontstonden verbintenissen van de marineofficieren aan patricische en adellijke families en belangrijke organisaties. Als voorbeelden worden vaak genoemd de Hartsincks en Van Bylandt, die met elkaar verwant waren.
Lodewijk en Frederik Sigismund van Bylandt, oom en neef, stamden uit het Gelderse geslacht van de graven Van Bylandt. Frederik Sigismund trouwde in 1786 met Susanna Maria Cornelia Hartsinck. Zij was de dochter van Cornelis Hartsinck. Hij was de broer van Jan Jacob Hartsinck (Amsterdam, 14 oktober 1716- Amsterdam, 28 oktober 1779), die een belangwekkend boek over Suriname schreef, en schout-bij-nacht Andries Hartsinck.
De Hartsincks waren ook sterk betrokken bij de West-Indische Compagnie. Jan Jacob Hartsincks vader was directeur van de Sociëteit van Suriname. Jan Jacob zelf was werkzaam bij de Admiraliteit van Amsterdam en president van de hoofd-participanten van de West-Indische Compagnie. De familie Hartsinck en zo ook de familie Nepveu getuigden dat marineofficiers sterk verwant waren aan het WIC-regentendom.

## Leden

### Hartsinck
- Carel Hartsinck (overleden 1611) schepen van Antwerpen.
- Joris Hartsinck (1590-1637) was schepen en burgemeester in Meurs.
- Carel Hartsinck (1610-1667) Zoon van Joris. Verblijft reeds in 1633 te Firando (Japan) in VOC-dienst en wordt als onderkoopman belast met de handel op Tonkin (China). In 1643 commandeur van de retourvloot. Hij vestigt zich na terugkeer in Europa te Meurs, is in 1651 als raad-ordinair in de Raad van Indië weer terug in Batavia, wordt tevens 7 juli 1651 president van de weeskamer te Batavia en 23 december 1651 vicepresident van de Raad van Justitie, gouverneur van Tayoean op 21 maart 1653 (hij blijft echter te Batavia), 20 mei 1653 bij provisie gekozen tot directeur-generaal, van 3 november 1654 tot 29 mei 1657 tevens president van schepenen te Batavia. Bevestigd als directeur-generaal op 8 juli 1656, tot zijn dood op 24 september 1667. Tevens president van de Raad van Justitie van 25 november 1661 tot 23 november 1663.[9]
- Pieter Hartsinck (1633-1680) Geboren in Firando als zoon van Carel Hartsinck en een Japanse vrouw. Studeert in Leiden en Duisburg. Is koopman in Amsterdam en treedt dan in als adviseur in dienst van de hertog van Brunswijk-Lunenburg. Overlijdt in Clausthal in 1680.
- Willem Karel Hartsinck (1638-1689) Geboren in Firando als zoon van Carel Hartsinck en een Japanse vrouw. Gouverneur van Coromandel. Admiraal van de retourvloot in 1686.
- Willem Hartsinck (Meurs, 28 februari 1648- Batavia, 30 Januari 1695) Zoon van Carel Hartsinck en Sara de Solemne. Vanaf 1675 militair kapitein bij de VOC. Dient in India, Java en Sumatra. In 1685 gouverneur van Makassar.
- Mr. Jan Casper Hartsinck (1689-1759) equipagemeester ter Admiraliteit van Amsterdam 27 nov. 1725, directeur van de Sociëteit van Suriname. Regent van het oude en mannen en vrouwengasthuis.
- Mr. Jan Jacob Hartsinck (1716-1779) Geschiedschrijver. Secretaris der West-Indische Compagnie en president van de hoofdparticipanten dier Compagnie. Heemraad en Schepen van de Watergraafs- of Diemermeer.
- Andries Hartsinck (1720-1788) in 1776 aangesteld werd tot viceadmiraal der admiraliteit te Amsterdam en tot 1783 bevelhebber Nederlandse vloot.
- Pieter Hartsinck (Amsterdam, 27 april 1722 - Amsterdam, 15 oktober 1775) Schepen van Amsterdam, stichter van de handelsfirma Wernier & Hartsinck. In 1766 directeur van de VOC
- Cornelis Hartsinck (1730-1778), partner in de firma Jan van Rijneveld & Zoonen, directeur van de Sociëteit van Berbice en Schepen van Amsterdam.[10]
- Cornelis Hartsinck (Demerary, 11 augustus 1749 - 8 oktober 1797) Koopman, lid van de handelsfirma Cornelis Hartsinck Jansz. & C°., woonde op en was eigenaar van de hofstede Eynd-Meer.
- Jan Casper Hartsinck (Prinsenhage, 8 Dec. 1749 - 18 September 1824) Commissaris van Harer Hoog Mogenden buitenlandsche depêches te Amsterdam 1776. Bewindhebber Oost Indische Compagnie in 1751.[11]
- Jan Casper Hartsinck (Bath, 13 oktober 1755- Londen, 23 oktober 1835). Minister Plenipotentiaris in Hamburg van de Staat der Vereenigde Nederlanden.[11] 1787-1795 lid Vroedschap Amsterdam, lid firma Hope & Co, kooplieden en bankiers 1785-1788.
- Pieter Hartsinck (1760-1808) Kapitein. De 30-jarige kapitein Pieter Hartsinck voerde het commando over een oorlogsschip met 230-koppige bemanning. Deze prinsgezinde officier is de zoon van vice-admiraal Andries Hartsinck en heeft al op jonge leeftijd naam gemaakt in de Slag bij de Doggersbank (1781). In 1804 aangesteld als bevelhebber van de vloot.[12] Overleed als vice-admiraal.
- Pieter Cornelis Hartsinck (Amsterdam 27 december 1766 - Amsterdam 20 september 1809) Schepen van Amsterdam
- Jan (van Marselis) Hartsinck (1759-1823) heer van Zandvoort.

### Van Marselis Hartsinck
Jean Henri van Marselis Hartsinck (Amsterdam 17 april 1821 - Nunspeet 25 dec. 1877) Burgemeester van Boskoop, 1871-1875, burgemeester van Ermelo 1875-1877.